# دميترو ايفانون
دميترو ايفانون (بالأوكرانية: Іванов Дмитро Володимирович)‏ (30 سبتمبر 1989 بكييف في أوكرانيا - ) هو لاعب كرة قدم أوكراني في مركز حراسة المرمى. شارك مع منتخب أوكرانيا تحت 16 سنة لكرة القدم. أما مع النوادي، فقد لعب مع باتي بوريسوف ونيفا ترنوبل وPFC Shakhtar Sverdlovsk ‏ وFC Nafkom Brovary ‏ وFC Prykarpattia Ivano-Frankivsk (2004) ‏ وFC Dynamo Khmelnytskyi (2009) ‏.

## روابط خارجية
- دميترو ايفانون على موقع اتحاد أوكرانيا (الإنجليزية)
- دميترو ايفانون على موقع قاعدة بيانات كرة القدم.إي يو (الإنجليزية)
- دميترو ايفانون على موقع Soccerway.com (الإنجليزية)